# مجموعة شركات بهجت
مجموعة شركات بهجت أو بهجت جروب (بالإنجليزية: Bahgat Group) هي مجموعة الشركات التي أسسها رجل الأعمال المصري أحمد بهجت يقع مقرها الرئيسي في دريم لاند بمدينة السادس من أكتوبر في مصر.

## النشاط
تستثمر مجموعة شركات بهجت في جميع المجالات التجارية والصناعية الموجودة في السوق المصرية وهي:
- خدمات الرعاية صحية
- الاستثمار العقاري.
- تجميع وبيع التليفزيونات والأجهزة الكهربية المنزلية .
- السياحة والترفيه .
- الإعلام .
- تصنيع وبيع الأثاث المنزلي .
- خدمات بيع طبية ودوائية.
- تقنية النانو .[1]

## المشاريع
- المصرية لصناعة الرخام
- المصرية للأجهزة المنزلية
- المصرية لصناعة البلاستيك
- المصرية لصناعة التبريد والتكيف.
- العالمية للأجهزة المنزلية.
- الشركة العالمية للإلكترونيات.
- العالمية للأجهزة الكهربائية.
- شركة دريم للملاهي.
- دريم لاند لبيراميدز للجولف .
- مدينة الفرسان دريم لاند .
- أسواق دريم لاند.
- شركة دريم لاند للمؤتمرات.
- منتجع دريم لاند الصحي.
- دريم لاند للتنمية العمرانية.
- المصرية لصناعة الدوائر المطبوعة .[2]
- شبكة قنوات دريم .